# Kołaki Kościelne
Kołaki Kościelne – wieś w Polsce położona w województwie podlaskim, w powiecie zambrowskim, w gminie Kołaki Kościelne.
Miejscowość ta znajduje się kilka kilometrów od drogi krajowej nr 8.
Obecnie jest siedzibą gminy Kołaki Kościelne.

## Historia miejscowości
Sama wieś powstała w XV w. Dawne wsie – Kołaki Stare (obecnie Kościelne) i Nowe, Czachy Kołaki i Gunie-Ostrów – powstały z nadania w ok. 1416 roku 30 włók ziemi Wojciechowi herbu Kościesza z Kołak. Osiedla wiejskie pochodzą w dużej części z kolonizacji drobnej szlachty zagrodowej. Wiele wsi charakteryzuje się dwuczłonowymi nazwami, co związane było z podziałami rodzinnymi ziem poszczególnych rodów i tworzeniem przysiółków. Niejednokrotnie wieś, będąca siedzibą parafii, ma w nazwie człon „kościelna/e” (Kołaki Kościelne, Jabłonka Kościelna, Kulesze Kościelne, Płonka Kościelna, Wyszonki Kościelne, itp.).
Według Powszechnego Spisu Ludności z 1921 roku wieś zamieszkiwały 423 osoby, 334 było wyznania rzymskokatolickiego, 1 prawosławnego, a 88 mojżeszowego. Jednocześnie 334 mieszkańców zadeklarowało polską przynależność narodową, 1 rosyjską, a 88 żydowską. Było tu 70 budynków mieszkalnych. Miejscowość należała do miejscowej parafii rzymskokatolickiej. Podlegała pod Sąd Grodzki w Zambrowie i Okręgowy w Łomży; właściwy urząd pocztowy mieścił się w Kołakach.
W wyniku napaści ZSRR na Polskę we wrześniu 1939 miejscowość znalazła się pod okupacją sowiecką. Od czerwca 1941 roku pod okupacją niemiecką. Od 22 lipca 1941 do 1945 włączona w skład Landkreis Lomscha, Bezirk Bialystok III Rzeszy.
W Kołakach urodzili się m.in. ks. Kazimierz Hamerszmit – były więzień Dachau (KL), zmarły w opinii świętości, oraz polski historyk i badacz dziejów osadnictwa w Polsce Jerzy Wiśniewski. Podczas II wojny światowej w pobliskich lasach znajdowała się jedna z siedzib dowództwa Okręgu AK Białystok.
W latach 1954–1972 wieś należała i była siedzibą władz gromady Kołaki Kościelne. W latach 1975−1998 miejscowość administracyjnie należała do województwa łomżyńskiego.

## Nazwa wsi
Od miejsca pochodzenia założyciela wsi – Kołak w gminie Grudusk, wywodzi się jej obecna nazwa. Wojciech Kołak herbu Kościesza chciał, aby jego wieś nazywała się Kołakowo, jednak nazwa ta nie przyjęła się. Etymologia samej nazwy Kołaki związana jest z dawnym zdrobieniem imienia Mikołaj – Kolak, Kołak.

## Komunikacja drogowa
Z Kołak Kościelnych można jechać do wielu miejscowości:
- Białegostoku i Warszawy (przez dojechanie do miejscowości Gosie Małe i zjazd na DK8)
- Zambrowa (przez Wiśniewo)
- Rosochate Kościelne (przez Jabłonkę Kościelną i DK66)
- Kulesz Kościelnych (przez Czarnowo-Biki, gdzie znajdują się drogi do miejscowości Rutki-Kossaki i Gołasze Mościckie)
- Wygody (przy DK63) przez DK8 w Gosiach Małych)

## Historia kościoła

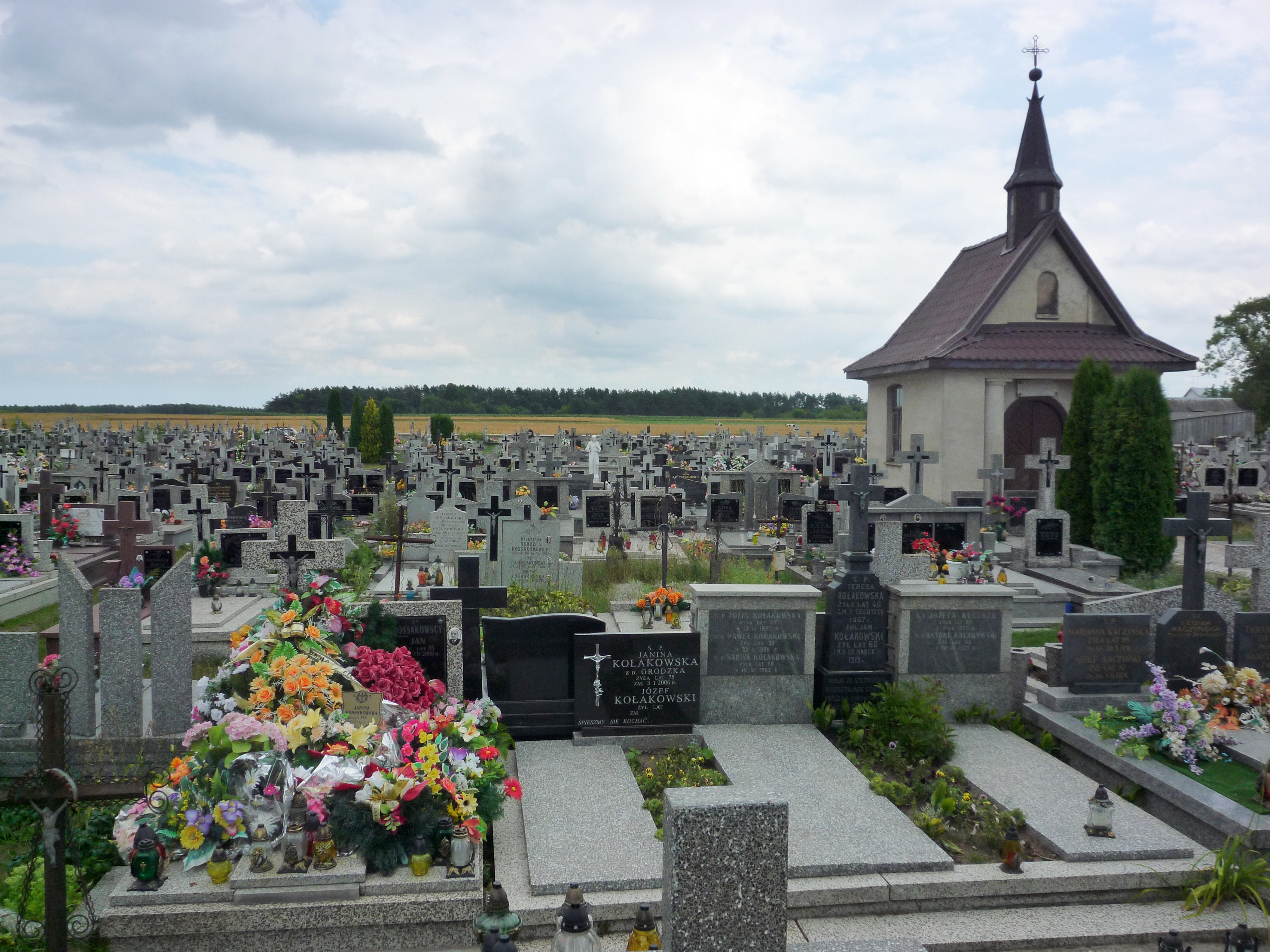
Cmentarz parafialny w Kołakach

W historii parafii Kołaki istniało kilka kościołów drewnianych. Obecny kościół murowany, który jest siedzibą parafii Wniebowzięcia NMP, zbudowano w stylu neoklasycystycznym w latach 1834–36 staraniem księdza Józefa Kuleszy. Fasadę i samą wieżę ukończono w 1871 r. W 1980–1984 r. kościół poddano gruntownemu remontowi, rozbudowując go o część prezbiterialną oraz zakrystię.
W murze kościoła umieszczono dwie tablice epitafijne. Jedna dotyczy Stanisława Detynieckiego, dziedzica wsi Kiełczewo. Druga tablica dedykowana jest Janowi Piwońskiemu (1774 – 1842). Obok kościoła znajduje się dzwonnica murowana z cegły, nietynkowana, pochodząca z 1925 r.
W strukturze kościoła rzymskokatolickiego parafia należy do metropolii białostockiej, diecezji łomżyńskiej, dekanatu Zambrów.

## Wykaz zabytków
Wykaz zabytków nieruchomych wpisanych do rejestru zabytków Narodowego Instytutu Dziedzictwa:
- kościół parafialny pod wezwaniem Wniebowzięcia NMP z 1834 roku, nr rej.: 64 z 28.04.1980
- cmentarz rzymskokatolicki, nr rej.: 305 z 12.06.1987

## Inne informacje
W miejscowości znajduje się izba pamięci Przemysława Gosiewskiego, w której zgromadzono fotografie polityka, różne dokumenty związane z jego działalnością polityczną oraz wyłożone po katastrofie smoleńskiej księgi kondolencyjne. Izbę pamięci zorganizowali własnym kosztem, w należącym do siebie gospodarstwie, rodzice zmarłego. Otwarto ją 10 października 2010 roku z udziałem Jarosława Kaczyńskiego.